# Christine Teipel

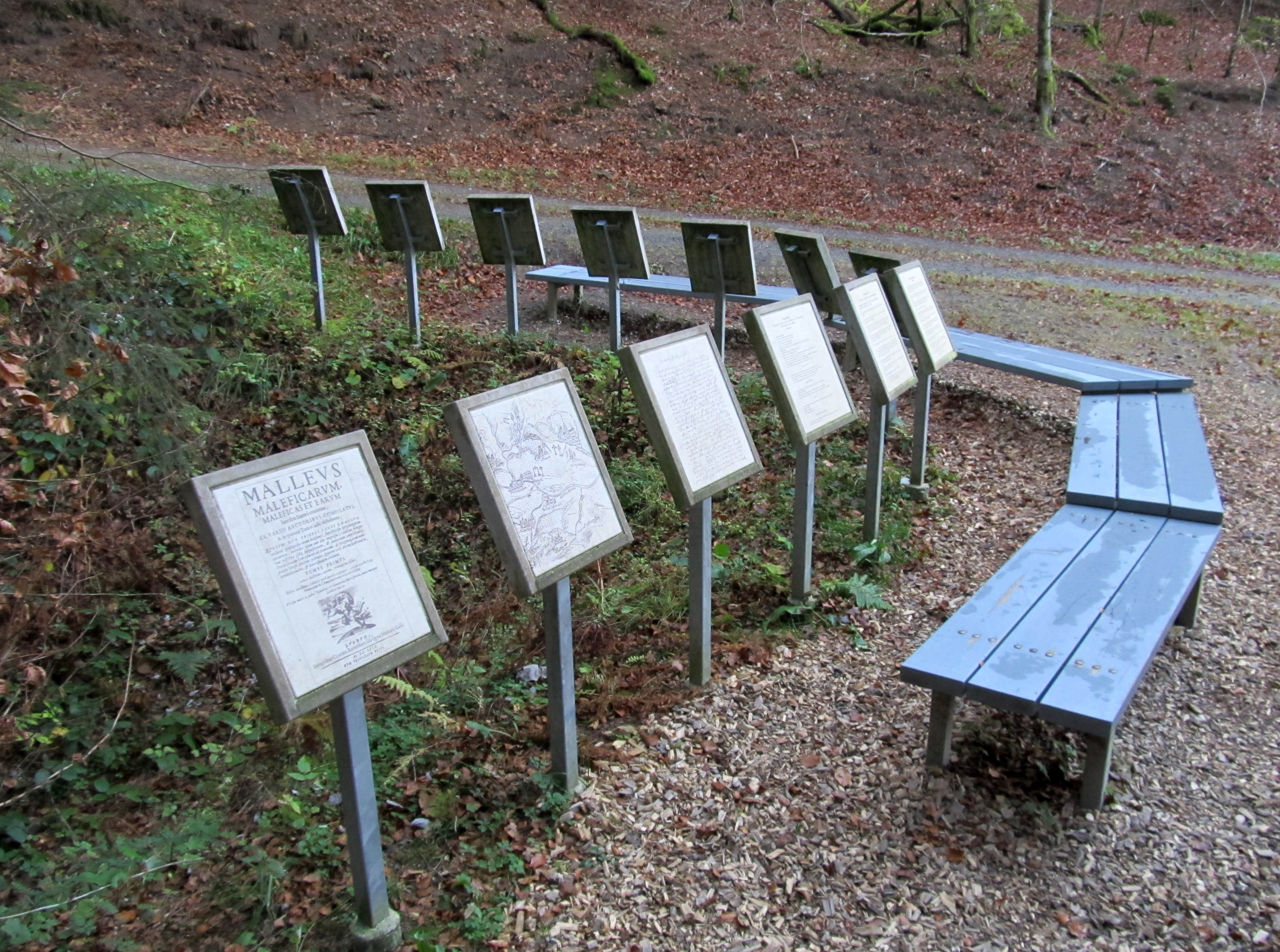
Tafeln am Hexenplatz in Oberkirchen

Christine Teipel (* 1621; † 4. Mai 1630) wurde mit neun Jahren als vermeintliche Hexe in Oberkirchen im Sauerland in Deutschland hingerichtet. Ihr Schicksal ist ein Beispiel dafür, wie Kinder eine initiierende und treibende Rolle in Hexenprozessen haben konnten.
Christine („Stine“) Teipel wurde 1621 vermutlich in Oberkirchen geboren. Ihre Eltern waren aus der benachbarten Stadt Schmallenberg zugezogen und lebten in Oberkirchen wohl als Beilieger und Tagelöhner; zumindest war die Familie die ärmste Familie im Ort. Nach dem Tod der Mutter lebte sie zusammen mit ihrem Vater und ihrer Stiefmutter, die sie im Verlauf der Verhöre stark belastete.
Im Jahr 1628 begann die damals siebenjährige Stine Teipel ungefragt öffentlich zu erzählen, sie sei eine Hexe, und benannte fünfzehn Erwachsene und ein Kind aus der näheren Umgebung als ihr bekannte Teilnehmer am Hexentanz. Der Hintergrund für diese plötzlichen Beschuldigungen könnte eventuell ein Fall von (versuchtem) Kindesmissbrauch sein. Die von ihr öffentlich der Hexerei Beschuldigten wurden von den Nachbarn in den folgenden Monaten zunehmend isoliert. In den meisten Fällen handelte es sich um Verwandte oder Nachkommen von Personen, die in einer ersten Hexenprozesswelle um 1595 hingerichtet worden waren, so dass die Beschuldigungen offenbar vielfach als plausibel angesehen wurden. Zusätzlich behauptete Stine Teipel von sich, zaubern zu können, und wollte nach späterer eigener Aussage diese „Kunst“ auch Spielkameraden beibringen.
Als dann aber 1629 überall im Herzogtum Westfalen Hexenprozesse begonnen hatten, nahmen angesichts der umlaufenden Verdächtigungen zwei bäuerliche Schöffen auf eigene Faust Nachforschungen auf und verhörten am 7. März 1630 noch ohne Hinzuziehung des Richters die mittlerweile neunjährige Stine. Die offizielle Untersuchung der Hexereivorwürfe begann das Gericht erst eine gute Woche später mit der Ladung und dem Verhör von zehn Zeugen. Die Verdächtigungen, die diese Zeugen vorbrachten, beruhten in den meisten Fällen auf den Beschuldigungen durch Stine Teipel in den vergangenen anderthalb Jahren; am 18. März begannen schließlich mit dem erneuten Verhör der mittlerweile inhaftierten Stine die ersten Hexenprozesse.
Stine selber zeigte sich vor Gericht sehr aussagefreudig; ihr freiwilliges Geständnis ist eines der umfangreichsten in der ganzen Akte und ist gerade in der Schilderung des Hexentanzes und des anschließenden Mahles sehr detailliert. Gewissermaßen als Kronzeugin musste sie bis Anfang Mai 1630 in Haft bleiben, bis alle Prozesse gegen die von ihr Beschuldigten beendet waren. Bei einer weiteren Vernehmung belastete sie auch ihre Stiefmutter und die ebenfalls neunjährige Grete Halman der Hexerei. Bei einer Gegenüberstellung bestätigten die beiden Mädchen gegenseitig, die jeweils andere auf dem Hexentanz gesehen zu haben. Nachdem auch Grete ihre Eltern massiv beschuldigt hatte, wurden die beiden Mädchen zusammen mit sieben Erwachsenen am 4. Mai 1630 hingerichtet. Der Prozess selbst fand nach Ausweis der Oberkirchener Gerichtsprotokolle zeitgleich mit den Fredeburger Hexenprozessen in Fredeburg statt; ob die Hinrichtung dann tatsächlich an der Gerichtsstätte bei Oberkirchen oder in Fredeburg erfolgte, ist ungeklärt.
Insgesamt wurden in acht Wochen 67 Menschen vor dem Gericht Oberkirchen wegen Hexerei angeklagt und 61 davon hingerichtet, darunter Stine und ihre Stiefmutter sowie Grete mit ihren Eltern, ihrer Schwägerin und drei weiteren Verwandten. Fast alle Beschuldigten der ersten Prozesse waren durch Stine Teipel belastet worden, insgesamt 16 Personen, also etwa ein Viertel aller Angeklagten. Die sich daran anschließenden Verfahren wiederum beruhten zum größten Teil auf den Besagungen in deren Geständnissen. Teils unmittelbar, teils indirekt stehen so fast alle Oberkirchener Hexenprozesse von 1630 im Zusammenhang mit den Beschuldigungen, die Stine Teipel von 1628 an in der Öffentlichkeit und im Frühjahr 1630 vor Gericht geäußert hatte. Noch 1641, elf Jahre nach ihrer Hinrichtung, führten ihre Beschuldigungen zu Verdächtigungen und mindestens einer Anklage und Hinrichtung.

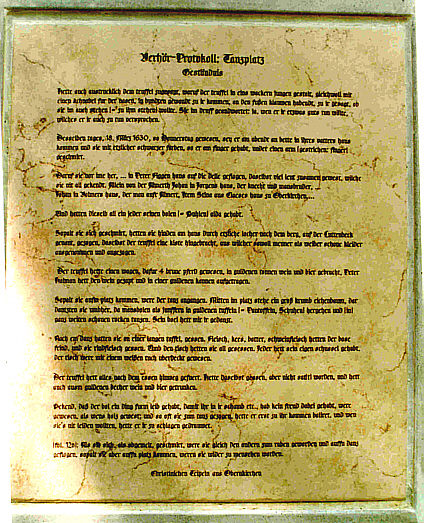
Oberkirchen Christine Teipel Tafel Hexenprozess

In der Lüttmecke bei Oberkirchen am Hexenplatz erinnern Tafeln an die Oberkirchener Hexenverfolgungen und den Prozess gegen Christine Teipel.
Insgesamt ist der Fall von Christine Teipel ein Beispiel dafür, wie die Initiative zu Hexenprozessen häufig von der Bevölkerung – oder hier einem Kind – ausging und schließlich eine Prozesswelle in Gang setzte.